# 576i

나라별 SDTV 해상도. 576i를 사용하는 국가는 파란색이다.

576i는 원래 전력 분배를 위한 공용 주파수가 50Hz인 세계 대부분의 국가에서 아날로그 TV를 디지털화하는 데 사용되는 표준 화질 디지털 비디오 모드이다. 레거시 색상 인코딩 시스템과의 긴밀한 연관성으로 인해 60Hz(일반적으로 PAL-M 참조) NTSC 색상 인코딩 시스템인 480i와 비교할 때 PAL, PAL/SECAM 또는 SECAM이라고도 한다.
576은 576라인의 수직 해상도를 식별하고, i는 이를 인터레이스 해상도로 식별한다. 50Hz인 필드 속도는 비디오 모드(예: 576i50)를 식별할 때 때때로 포함된다. BT.601의 국제전기통신연합과 SMPTE 259M의 SMPTE가 승인한 또 다른 표기법에는 576i/25와 같은 프레임 속도가 포함된다.

## 같이 보기
- 초고선명 텔레비전, 4K 해상도, 1080p, 1080i, 720p, 576p, 480p, 480i, 저화질 텔레비전,
- 디지털 표준 텔레비전